# Повітряна кулька

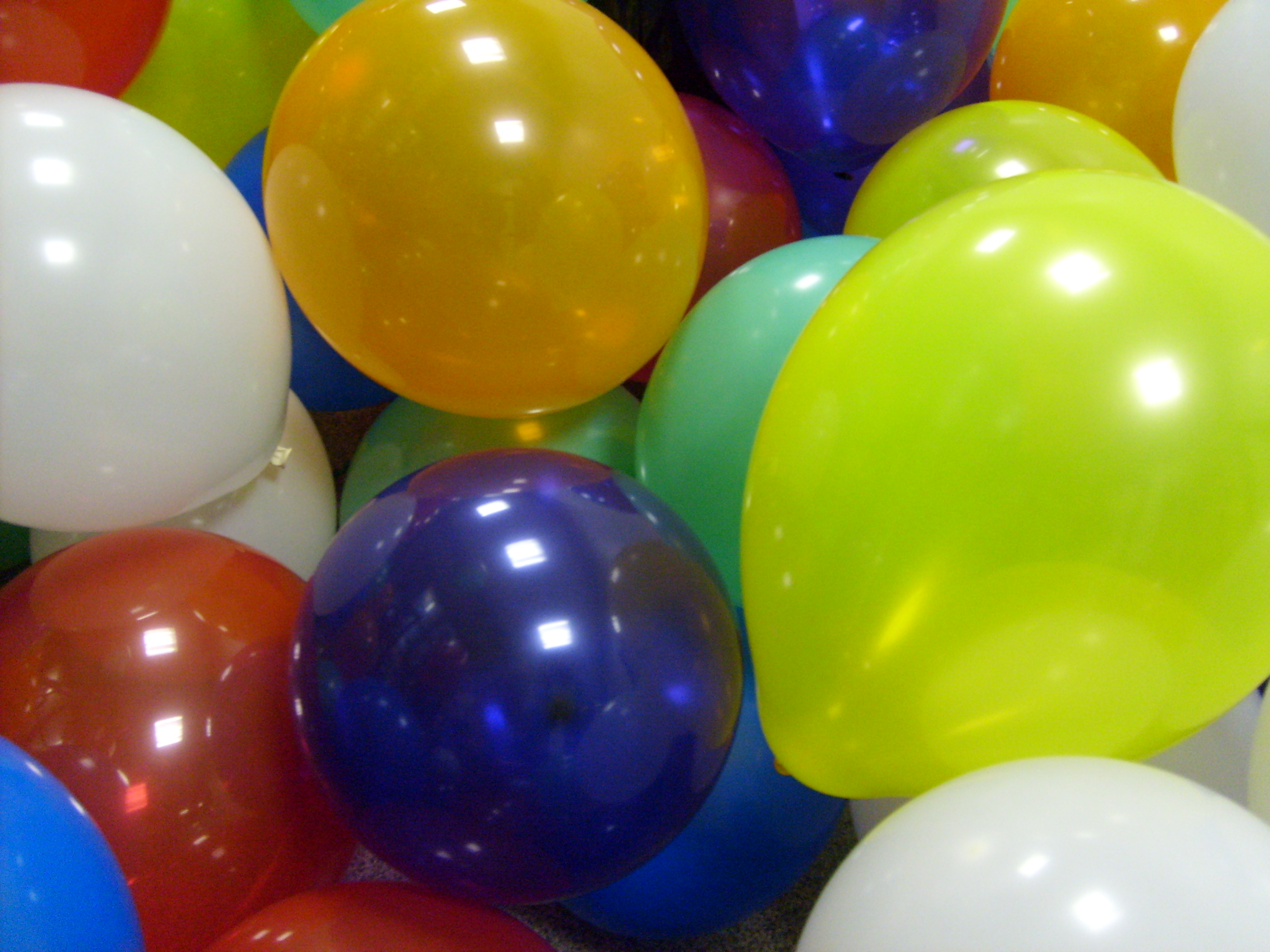
Повітряні кульки

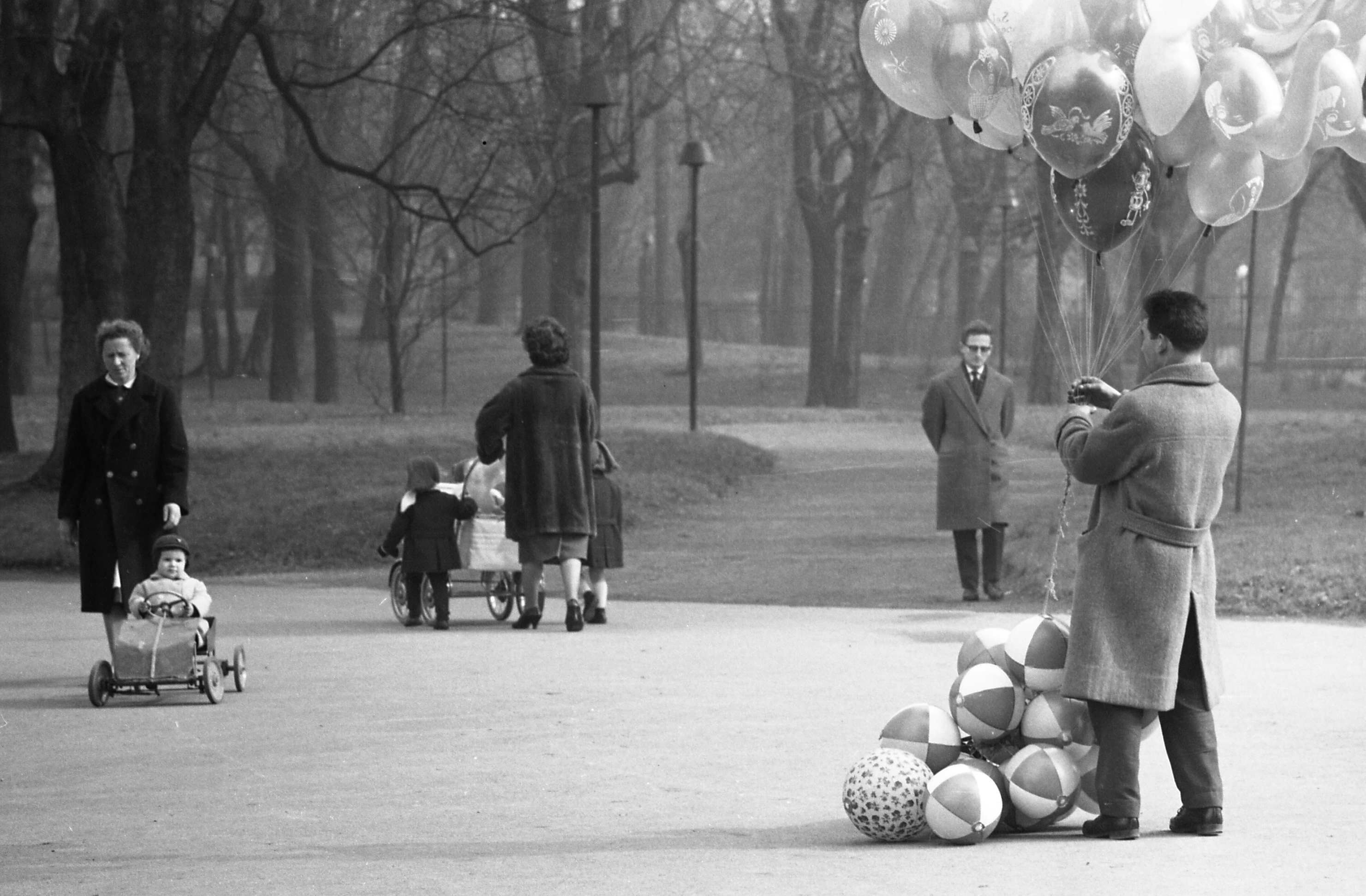
Фото Паоло Монті, 1962

Кулька повітряна — іграшка, найчастіше виготовлена з латексу, всередині якої повітря або газ (зазвичай гелій). Використання гелію зумовлене можливістю кульки відлетіти у небо або для декорування приміщення — кулька зависає під стелею.

## Історія виникнення
Найперші повітряні кульки були виготовлені з сечових міхурів тварин. Сучасні гумові вироби були створені у 1824 році англійським вченим Майклом Фарадеєм під час його експериментів з воднем. Масове виробництво повітряних кульок розпочалось в 30-х роках XX століття.

## Види
Повітряні кульки з латексу.
Повітряні кульки з фольги.

## Форми
Виготовляються повітряні кульки 53-ох різноманітних форм. 

## Використання
Повітряні кулі використовуються в різних галузях і для різних цілей. Їх часто використовують для декоративних або розважальних цілей, наприклад, для оформлення днів народження, весіль, корпоративних заходів, шкільних заходів та інших особливих випадків. Повітряні кулі також використовуються для практичних цілей, таких як метеорологія, медична допомога, військова оборона, транспорт і наукові дослідження. Наприклад, повітряні кулі використовуються в сільськогосподарській промисловості для моніторингу посівів та обприскування посівів, у медичних процедурах для ангіопластики та у військових цілях для спостереження. Повітряні кулі можуть бути виготовлені з різних матеріалів, таких як гума, латекс, поліхлоропрен або нейлонова тканина, і можуть бути різних кольорів.

## Надування повітряної кульки та користь для здоров’я
Надувати повітряну кульку ротом корисно для здоров’я, оскільки воно тренує міжреберні м’язи, які розширюють і піднімають ребра та діафрагму, покращуючи роботу легенів і насичення киснем. Ця вправа може покращити поставу, стабільність і дихання, а також допомагає збільшити об’єм легенів, що робить її корисною при таких станах, як легеневий фіброз, ХОЗЛ або астма. Крім того, акт надування кульки сприяє глибокому диханню, що може зменшити стрес і занепокоєння, покращити здоров’я серцево-судинної системи та збільшити об’єм легенів. Крім того, надування повітряної кульки протидіє діафрагмі для ефективного дихання та допомагає підвищити внутрішньочеревний тиск, що робить його корисною вправою для реабілітації та дихальної функції.